# Министерство экономики Азербайджана
Министерство экономики Азербайджана (азерб. Azərbaycan Respublikasınin İqtisadiyyat Nazirliyi) — центральный орган исполнительной власти, осуществляющий формирование экономической политики Азербайджана.

## История
В 1918—1920-е годы в правительстве Азербайджанской Демократической Республики было создано первое Министерство торговли и промышленности независимого Азербайджана.
В 1920—1991-е годы в составе Азербайджанской ССР функционировали Комиссариат торговли, промышленности и продовольствия, Министерство торговли и промышленности, Государственный комитет планирования Азербайджанской ССР.
30 апреля 2001 года указом президента Азербайджана были упразднены Министерство государственного имущества, Министерство экономики, Министерство торговли, Государственный комитет по антимонопольной политике и помощи предпринимательству и Агентство по иностранным инвестициям. На их базе создано Министерство экономического развития.
22 октября 2013 года оно было преобразовано в Министерство экономики и промышленности Азербайджана, а 15 января 2016 года — в Министерство экономики Азербайджана.
23 октября 2019 года утверждена новая структура Министерства экономики. Министерство налогов, Государственный комитет по вопросам имущества и Государственное агентство по антимонопольной политике и надзору за потребительским рынком в статусе соответствующих государственных служб были включены в структуру Министерства экономики.

## Структура
23 октября 2019 года указом президента Азербайджана Ильхама Алиева была утверждена следующая структура министерства.
Учреждения, находящиеся в ведении Министерства экономики
- Государственная налоговая служба
- Государственная служба по имущественным вопросам
- Государственная служба по антимонопольному регулированию и контролю за потребительским рынком
- Агентство развития экономических зон
- Фонд развития предпринимательства
- Агентство по развитию малого и среднего предпринимательства
- Бакинский Бизнес Центр
- Институт экономических исследований
- ООО «Центр Экспертиз Потребительских Товаров»
- Центр анализа и координации четвертой промышленной революции

Учреждения, основанные Министерством экономики
- Агентство поощрения экспорта и инвестиций Азербайджана (AZPROMO)
- ОАО «Азербайджанская Инвестиционная Компания»
- ОАО «Чистый город»
- ЗАО «AzerGold»
- ОАО «Азерхалча»

## Направления деятельности
Министерство осуществляет реализацию государственной политики в таких областях, как подготовка макроэкономических прогнозов, создание благоприятных условий для экономического развития и роста, стимулирование инвестиционной деятельности, развитие предпринимательства и промышленности, регулирование системы лицензий и разрешений, защита, развитие и поощрение конкуренции, защита прав потребителей, осуществление государственных закупок, обеспечение сбора налогов и других обязательных платежей, относящихся к полномочиям Министерства, в государственный бюджет в полном объеме и в срок, приватизация и управление государственным имуществом, организация государственного управления земельными ресурсами, ведение государственного реестра и единого государственного кадастра недвижимого имущества.
Министерство реализует ряд задач, определенных положением, принятым о Министерстве экономики Азербайджана.
- принимать участие в составлении и осуществлении стратегии социально-экономического развития страны,
- подготовка предложений в связи с созданием благоприятных условий для обеспечения устойчивого и инклюзивного экономического развития и постоянного экономического роста,
- в соответствии с приоритетами развития страны, принимать участие в формировании государственной политики в сферах государственного экономического управления, финансов, в том числе обоснования доходов и расходов государственного и обзорного бюджетов, налогов, денег-кредита, валюты, банка, страхования, рынка ценных бумаг, цен-тарифов, предотвращения легализации денежных средств или другого имущества, приобретенных преступным путем, и финансирования терроризма,
- вместе с соответствующими государственными органами и структурами (далее по тексту — государственные органы), осуществлять составление концепций социально-экономического развития и государственных программ, увязывание и контроль (мониторинг) за их исполнением,
- осуществлять оценку процессов, идущих в сфере социально-экономического развития в стране, составление социально-экономических (макроэкономических) прогнозов,
- обеспечивать вместе с соответствующими государственными органами подготовку и осуществление мер, направленных на обеспечение экономической безопасности и защиту экономических интересов государства, приобретение постоянного экономического роста,
- осуществлять деятельность, направленную на увеличение уровня прозрачности в экономике и улучшение бизнес-среды в стране,
- организовывать целенаправленную деятельность в сфере поощрения и разветвления национальной экономики и экспорта,
- вместе с соответствующими государственными органами принимать участие в формировании государственной политики в сфере промышленности и обеспечивать ее осуществление,
- вместе с соответствующими государственными органами принимать участие в формировании государственной политики в сфере привлечения, защиты и поощрения инвестиций в экономике страны и обеспечивать ее осуществление,
- принимать участие в формировании государственной политики в сфере развития, поощрения предпринимательства и государственной поддержки предпринимательству, а также регулирования системы лицензий и разрешений, и вместе с соответствующими государственными органами обеспечивать ее осуществление,
- с целью приобретения в стране постоянного экономического роста за счет целенаправленного развития человеческого капитала, принимать участие в разработке, подготовке и осуществлении долгосрочных программ в этой сфере,
- принимать участие в формировании государственной политики в сфере защиты, развития и поощрения свободной конкуренции в стране, в том числе предотвращения монопольной деятельности, устранения случаев несправедливой конкуренции и обеспечивать ее осуществление,
- вместе с соответствующими государственными органами принимать участие в формировании государственной политики в сфере развития и регулирования внешнеэкономических связей и внешнеторговой деятельности и обеспечивать ее осуществление
- вместе с соответствующими государственными органами принимать участие в формировании государственной политики в сфере социально-экономического развития регионов и обеспечивать ее осуществление,
- осуществлять управление в сфере своевременного и полного сбора в государственный бюджет налогов, а также других обязательных платежей, отнесенных законом и актом президента Азербайджана к полномочиям Министерства,
- принимать участие в формировании государственной политики относительно управления государственных активов и обеспечивать ее осуществление, подготавливать предложения в связи с совершенствованием структуры государственной собственности,
- принимать участие в формировании государственной политики в сфере управления и приватизации государственного имущества, в том числе государственного жилищного фонда и земель. а также ведения государственного реестра и единого государственного кадастра недвижимого имущества и обеспечивать ее осуществление,
- вместе с соответствующими государственными органами принимать участие в формировании государственной политики в сфере защиты прав потребителей и обеспечения качества потребительских товаров (работ, услуг) и обеспечивать ее осуществление,
- вместе с соответствующими государственными органами принимать участие в формировании государственной политики в сфере закупки товаров (работ и услуг) за счет государственных средств и обеспечивать ее осуществление,
- осуществлять государственный контроль за рекламной (за исключением рекламы в открытом пространстве) деятельностью,
- вместе с соответствующими государственными органами принимать участие в формировании государственной политики в сфере стандартизации, метрологии, оценки соответствия, аккредитации и управления качеством и обеспечивать ее осуществление,
- осуществлять нормообразующую деятельность в соответствующей сфере.

## Хронология деятельности
- 20 ноября 2019 года Микаил Джаббаров избран председателем Координационного совета руководителей налоговых служб СНГ[6].
- 6 декабря 2019 года в Баку прошла международная конференция, посвященная 20-летию подписания «Основного многостороннего соглашения о международном транспорте по развитию коридора Европа-Кавказ-Азия» (ТРАСЕКА)[7].
- 6 декабря 2019 года состоялось 14-е заседание Постоянного секретариата Межправительственной комиссии ТРАСЕКА, председательство было передано Азербайджану[8].
- 9 декабря 2019 года был подписан Протокол о намерениях в области экономического сотрудничества между Азербайджаном и Россией[9].
- 8 апреля 2020 года для снижения негативного воздействия пандемии коронавируса на субъекты предпринимательства, и в целях возмещения ущерба от последствий коронавируса, была запущена программа выдачи компенсаций предпринимателям и их сотрудникам[10].
- 4 мая 2020 года создан механизм возврата определенной части НДС уплаченного за товары, приобретенные потребителями у лиц, осуществляющих деятельность в сфере розничной торговли или общественного питания[11].
- 15 октября 2020 года отменены финансовые санкции в отношении субъектов малого предпринимательства из полностью и частично оккупированных районов, а также прифронтовых территорий[12].
- 29 мая 2021 года президент Ильхам Алиев принял участие в открытии нового здания Министерства экономики[13].

## Обязанности министерства
Министерство выполняет ряд задач, определенных Положением о Министерстве экономики Азербайджана:
- подготавливать основные направления экономического и социального развития страны, обеспечивать их осуществление с участием соответствующих государственных органов,
- анализировать, прогнозировать социально-экономическое состояние страны, динамику развития, подготавливать предложения относительно государственного регулирования экономики, приоритетных направлений экономического и социального развития и предоставлять их в соответствующие государственные органы
- прогнозировать вместе с соответствующими государственными органами платежный баланс на основании сведений и первичных прогнозных показателей по платежному балансу, предоставленных Центральным банком Азербайджана,
- подготавливать прогнозные показатели экономического и социального развития страны для формирования государственного бюджета,
- осуществлять государственную налоговую политику в рамках проводимой в Азербайджане единой финансовой и бюджетной политики, обеспечивать своевременный и полный сбор в государственный бюджет налогов, а также других обязательных платежей, отнесенных законом и актом президента Азербайджана к полномочиям Министерства, осуществлять государственный контроль в этой сфере,
- принимать участие в подготовке прогнозов поступления по налогам и другим обязательным платежам в государственный бюджет,
- в соответствии с проводимой в стране экономической политикой, вместе с соответствующими государственными органами подготавливать предложения в связи со ставками пошлин и налогов, других обязательных платежей, а также льгот и освобождений в этой сфере,
- формировать основные направления структурной политики в экономике страны и вместе с соответствующими государственными органами обеспечивать их осуществление,
- вместе с соответствующими государственными органами подготавливать целевые программы и концепции в экономической и социальной сферах, после их принятия, осуществлять контроль (мониторинг) за их увязыванием и исполнением,
- вместе с соответствующими государственными органами принимать участие в применении принципов и методов корпоративного управления, предпринимать меры в связи с повышением качества корпоративного управления, в том числе применением современных систем корпоративного управления,
- обеспечивать вместе с соответствующими государственными органами формирование инновационной и научно-технической политики в экономике,
- вместе с соответствующими государственными органами подготавливать и осуществлять меры в связи с экономической и продовольственной безопасностью страны,
- с целью расширения потребностей в товарах и услугах, производимых в стране, подготавливать и осуществлять меры вместе с соответствующими государственными органами,
- принимать участие в формировании и регулировании государственной политики в сфере государственного экономического управления, финансов, в том числе государственного бюджета, налогов, денег-кредита, валюты, банка, страхования, рынка ценных бумаг, цен-тарифов, государственных закупок и т. д.,
- принимать участие в подготовке и осуществлении механизмов государственной поддержки развитию социальной политики страны, в том числе социальных сфер,
- вместе с соответствующими государственными органами принимать участие в подготовке минимальных социальных стандартов,
- вместе с соответствующими государственными органами предпринимать меры для формирования и осуществления основных направлений государственной политики в сфере трудовых резервов и занятости,
- делать предложения в направлении рационального использования потенциала человеческого капитала в экономическом развитии страны,
- подготавливать предложения об инвестировании в образование и науку с целью развития человеческого капитала и повышения таким образом международной конкурентоспособности страны,
- предоставлять предложения в связи с поддержкой образовательных учреждений, подготавливающих специалистов по приоритетным сферам для прогрессивного развития экономики,
- делать предложения относительно общих принципов ценовой и тарифной политики, списка товаров (работ, услуг), цены которых регулируются государством, в том числе регулирования цен товаров субъектов социального значения и естественной монополии, а также формирования регулируемых цен, осуществлять контроль за правилами их применения, подготавливать предложения относительно выдачи льгот по отдельным сферам,
- вместе с соответствующими государственными органами принимать участие в определении направлений применения централизованных валютных резервов,
- принимать участие в формировании политики обновления основных фондов в стране, в их переоценке, подготовке и применении амортизационных норм,
- принимать участие в подготовке механизма рационального использования природных запасов, в том числе энергетических ресурсов, топливно-энергетического баланса страны и совершенствовании его структуры,
- принимать участие в формировании и осуществлении государственной политики относительно управления государственными активами, совершенствовании структуры государственной собственности,
- представлять интересы государства в юридических лицах, принадлежащих государству, или юридических лицах, в уставных капиталах которых имеется доля государства,
- вместе с соответствующими государственными органами анализировать текущее состояние промышленности, в том числе его отдельных областей, прогнозировать их будущее развитие, подготавливать предложения относительно определения приоритетов развития и реформ промышленного сектора и совершенствования механизмов государственного регулирования,
- подготавливать и осуществлять меры с целью расширения удовлетворения потребности страны в промышленной продукции за счет местного производства,
- вместе с соответствующими государственными органами, рациональным использованием местных ресурсов, делать предложения в связи со стимулированием, поддержкой и поощрением производства конкурентоспособного конечного промышленного продукта, создания новых сфер промышленности, в том числе производственных сфер, формирующих высокую добавленную стоимость и их деятельности, а также инновационной деятельности по сферам промышленности,
- принимать участие в формировании государственной политики в сфере создания и деятельности промышленных парков, кварталов и особых экономических зон и осуществлять государственное регулирование,
- вместе с соответствующими государственными органами и органами местного самоуправления осуществлять меры в связи с совершенствованием региональной структуры промышленного производства, созданием промышленных зон (промышленных кластеров) и планированием территорий для промышленных зон из документов планирования территории,
- подготавливать и предоставлять по месту требования предложения с целью перестройки, совершенствования и оздоровления промышленных предприятий, в уставных капиталах которых имеется доля государства, с этой целью получать у соответствующих государственных органов и организаций необходимые сведения о состоянии таких предприятий, анализировать их,
- делать предложения с целью поддержки, совершенствования деятельности промышленных предприятий и улучшением их инфраструктурного обеспечения, подготавливать соответствующие меры и осуществлять их вместе с соответствующими государственными органами,
- вместе с соответствующими государственными органами принимать участие в формировании государственной политики в сфере инвестиционной деятельности, привлечения, защиты и поощрения инвестиций и осуществлять механизм государственного управления,
- исследовать инвестиционные возможности в стране, изучать инвестиционные потребности, подготавливать предложения относительно улучшения инвестиционной среды и стимулирования инвестиций,
- оценивать государственные инвестиционные предложения (проекты), составлять проект государственной инвестиционной программы, после утверждения, увязывать исполнение мер, предусмотренных в этой программе, и контролировать их выполнение, а также вместе с соответствующими государственными органами осуществлять меры в связи с мониторингом исполнения проектов, входящих в государственную инвестиционную программу,
- вместе с соответствующими государственными органами привлекать инвестиции в экономику страны, подготавливать и осуществлять меры их использования, помогать инвесторам, сотрудничать в связи с инвестиционной деятельностью с международными экономическими (торговыми) и финансовыми (кредитными) организациями, соответствующими структурами, юридическими и физическими лицами зарубежных государств,
- подготавливать проекты сделок о поощрении и защите инвестиций с соответствующими органами зарубежных государств и вести в связи с этим переговоры,
- оценивать необходимость, приоритетность, финансовую устойчивость, влияние на социально-экономическое развитие страны обращений относительно получения под поручительством проектов, финансирование которых предложено за счет долга, взятого именем Азербайджана (в том числе дополнительного финансирования для проектов в исполнении) и кредитов,
- осуществлять экономическую экспертизу проектов гранта, финансовой и технической помощи, выделяемых государству, государственным органам, юридическим лицам, принадлежащим государству, и учреждениям, в уставном капитале которых имеется доля государства, и другим государственным учреждениям, и соответствующих договоров (сделок, контрактов), исследовать документы, оценивающие их экономические результаты, определять проекты, представляющие значение для приоритетных сфер и сотрудничества, вести переговоры или принимать участие в переговорах относительно этих проектов, увязывать выделенные гранты, финансовую и техническую помощь, контролировать их целенаправленное и рациональное использование, получать соответствующие отчеты и документы,
- определять направления капитальных вложений средств за счет государственного бюджета, предпринимать меры в связи с увеличением производительности государственного инвестирования,
- предпринимать меры, предусмотренные для осуществления инвестиционных проектов в связи со строительными и инфраструктурными объектами, установленными законом, в соответствии с моделью «Строй — управляй — сдавай»,
- принимать участие в формировании государственной политики в сфере развития предпринимательства и государственной поддержки предпринимательства, подготавливать государственное регулирование и вместе с соответствующими государственными органами предпринимать меры для его осуществления,
- обеспечивать подготовку основных направлений, общих условий, форм и механизмов государственной поддержки предпринимательства и принимать участие в их осуществлении,
- предпринимать меры для привлечения средств государственного бюджета, иностранных и международных кредитов (грантов и других финансовых средств) для финансирования мер поддержки предпринимательства,
- требовать от государственных органов и организаций, органов местного самоуправления, других лиц приостановления действий, ограничивающих (нарушающих) права и законные интересы предпринимателей,
- анализировать текущее состояние в сферах развития предпринимательства, предпринимательской среды, государственной поддержки предпринимательства, инвестиционной деятельности в частном секторе, обеспечивать подготовку и осуществление предложений с целью еще большего развития этих сфер,
- предпринимать меры для просвещения предпринимателей, в том числе обеспечения предпринимателей экономической и юридической информацией, подготавливать предложения в направлении применения международной практики, увеличения их конкурентоспособности с целью совершенствования деятельности микро, малых и средних предпринимателей,
- предпринимать меры с целью реализации инвестиционных проектов, представляющих значение для развития и поощрения предпринимательской деятельности,
- осуществлять оказание государственной финансовой поддержки в сфере развития предпринимательства и увеличения деловой деятельности населения посредством подотчетной структуры, не включенной в структуру Министерства,
- Подготавливать государственную политику в сфере применения системы лицензий и разрешений и основные направления государственного регулирования и осуществлять их вместе с соответствующими государственными органами, осуществлять методическое руководство государственными органами, выдающими лицензии и разрешения, а также обеспечивать информационное обеспечение, создавать в стране единый реестр лицензий и разрешений, осуществлять функции оператора портала «Лицензии и разрешения»,
- контролировать соблюдение государственными органами законодательства о лицензиях и разрешениях, давать объяснения относительно применения лицензий и разрешений,
- в установленных случаях и порядке выдавать лицензии, разрешения и другие правоустанавливающие документы, переоформлять, приостанавливать, восстанавливать и ликвидировать их, регистрировать договоры (решения) относительно получения (выдачи) гранта коммерческими юридическими лицами и публичными юридическими лицами Азербайджана, осуществлять другие обязанности в связи с этим,
- вместе с соответствующими государственными органами, осуществлять государственную политику в сферах развития и регулирования внешнеэкономических связей и внешнеторговой деятельности, исследовать состояние в этой сфере и предпринимать меры,
- сотрудничать в связи с внешнеэкономическими связями и внешнеторговой деятельностью с соответствующими структурами, юридическими и физическими лицами зарубежных государств, международными экономическими (торговыми) и финансовыми (кредитными) организациями, а также другими международными организациями, вести переговоры в этой сфере и подготавливать проекты договоров (соглашений, контрактов), подписывать их в соответствии с предоставленными полномочиями, предпринимать меры для их исполнения после подписания, представлять в установленном порядке страну в этих организациях,
- проводить анализы с целью обеспечения интеграции экономики страны в мировую экономику и совершенствования торгового режима, подготавливать соответствующие предложения и вместе с соответствующими государственными органами обеспечивать их осуществление, увязывать деятельность в направлении интеграции страны в мировую торговую систему
- принимать участие в подготовке, реализации и осуществлении проектов международных договоров в связи с международной транспортировкой, транзитом товаров, а также внешнеторговыми перевозками,
- подготавливать меры для обеспечения повышения конкурентоспособности страны во внешней торговле, развития экспортного потенциала, создания благоприятных условий для вывода местных товаров и услуг на внешний рынок, защиты интересов экспортеров и осуществлять их вместе с соответствующими государственными органами,
- предпринимать меры для обеспечения участников внешнеэкономической и внешнеторговой деятельности экономической, юридической информацией, создавать информационные системы по вопросам внешнеэкономической и внешнеторговой деятельности,
- делать предложения соответствующим государственным органам об осуществлении мер регулирования внешнеторговой деятельности,
- определять наличие случаев дискриминации по отношению к стране в сфере торговли, при обнаружении таких случаев, подготавливать предложения в связи с их устранением и осуществлять их вместе с соответствующими государственными органами,
- анализировать конъюнктуру мирового рынка товаров и услуг, подготавливать предложения по направлениям деятельности на основании полученных результатов,
- вместе с соответствующими государственными органами проводить анализы относительно защиты внутреннего рынка страны, подготавливать соответствующие предложения и после их принятия предпринимать меры для их осуществления,
- принимать участие в формировании государственной политики в сфере контроля за экспортом и осуществлении этой политики,
- осуществлять материально-техническое и финансовое обеспечение торговых представителей и их аппаратов в посольствах и консульствах Азербайджана, осуществляющих деятельность в зарубежных странах,
- обеспечивать осуществление международных договоров в связи с направлениями деятельности, сторонником которых выступает Азербайджан,
- привлекая соответствующие государственные органы и органы местного самоуправления, некоммерческие организации, подготавливать направления социально-экономического развития регионов, предпринимать меры для их осуществления,
- контролировать посредством подотчетной структуры, не включенной в структуру Министерства, соблюдение требований, установленных законодательством для предотвращения легализации денежных средств или другого имущества, приобретенных преступным путем, и финансирования терроризма, а также увязывать деятельность участников мониторинга, других лиц, принимающих участие в мониторинге, контрольных и других государственных органов,
- контролировать деятельность соответствующей структуры, входящей в его структуру в сфере организации работ в связи с перечислением в государственный бюджет налогов и других обязательных платежей, а также в бюджет соответствующих фондов, установленных законом, платы за обязательное государственное социальное страхование, страхование от безработицы и обязательное медицинское страхование,
- контролировать осуществление структурой, входящей в его структуру, мер, обеспечивающих соблюдение законодательства Азербайджана, законодательств о социальном страховании, страховании от безработицы и медицинском страховании в отношении вычисления и оплаты страховых взносов,
- посредством соответствующей структуры, входящей в его структуру, вести учет вычисленных и поступивших по назначению налогов, взносов за обязательное государственное социальное страхование, страхование от безработицы и обязательное медицинское страхование, и осведомлять об этом президента Азербайджана, Кабинет министров Азербайджана и Министерство финансов Азербайджана,
- контролировать ведение соответствующей структурой, входящей в его структуру, государственной регистрации и реестра коммерческих юридических лиц, публичных юридических лиц, филиалов и представительств иностранных коммерческих юридических лиц, а также взятие на учет налогоплательщиков,
- посредством соответствующей структуры, входящей в его структуру, вести следствие, расследование и осуществлять оперативно-розыскную деятельность по уголовным делам, отнесенным в его полномочия,
- непосредственно или посредством соответствующей структуры, входящей в его структуру, рассматривать соответствующие дела о соответствующих административных нарушениях, предусмотренных законодательством,
- в случаях, установленных законом Азербайджана «О бухгалтерском учете», осуществлять посредством соответствующей структуры, входящей в его структуру, государственный контроль в сфере бухгалтерского учета,
- контролировать управление и приватизацию соответствующей структурой, входящей в его структуру, государственного имущества, в том числе государственного жилищного фонда и земель,
- контролировать составление и ведение соответствующей структурой, входящей в его структуру, государственного реестра, единого государственного кадастра недвижимого имущества, государственного земельного кадастра и земельного реестра, являющегося его составной частью, ведение ей адресного реестра, а также осуществление ей государственной регистрации прав собственности и других вещных прав на недвижимое имущество,
- контролировать оценку соответствующей структурой, входящей в его структуру, недвижимого имущества, в том числе земель, строений, зданий, сооружений, жилых и нежилых площадей, жилых и дачных домов, а также предприятий,
- посредством соответствующей структуры, входящей в его структуру, выступать в качестве учредителя (за исключением случаев, для которых президентом Азербайджана установлены другие условия) и участника юридических лиц, принадлежащих государству, и юридических лиц, в уставном капитале которых имеется доля государства,
- рассматривать посредством соответствующей структуры, входящей в его структуру, ходатайства об отнесении земель к категориям и их переводе из одной категории в другую, и предоставлять их в Кабинет министров Азербайджана, аргументируя предложения, согласованные с соответствующими органами,
- рассматривать посредством соответствующей структуры, входящей в его структуру, ходатайства о приобретении земель в собственность муниципалитетов, и предоставлять их в Кабинет министров Азербайджана, аргументируя предложения, согласованные с соответствующими органами,
- принимать участие в формировании государственной политики в сфере защиты, развития и поощрения конкуренции, предотвращения монопольной деятельности и устранения случаев несправедливой конкуренции, обеспечивать посредством соответствующей структуры, входящей в его структуру, осуществление данной политики и государственного контроля в этой сфере,
- проводить мониторинг осуществления деятельности субъектов естественной монополии в соответствии с экономической политикой государства и делать предложения относительно списка субъектов естественной монополии, с этой целью, получать технико-экономические показатели этих предприятий, анализировать их и предпринимать меры в связи с этим,
- вместе с соответствующими государственными органами принимать участие в формировании государственной политики в сфере защиты прав и законных интересов потребителей, обеспечения качества потребительских товаров (работ, услуг), посредством соответствующей структуры, входящей в его структуру, обеспечивать осуществление государственного контроля за соблюдением норм и правил в сферах торговли, общественного питания, быта и других видов услуг, за качеством и безопасностью товаров (работ, услуг) на потребительском рынке,
- вместе с соответствующими государственными органами принимать участие в формировании государственной политики в сфере закупки товаров (работ и услуг) за счет государственных средств, обеспечивать посредством соответствующей структуры, входящей в его структуру, осуществление государственного контроля в этой сфере,
- принимать участие в формировании государственной политики в сферах внутренней торговли и услуг и подготавливать государственное регулирование, вместе с соответствующими государственными органами осуществлять эту политику, а также предпринимать меры в связи с развитием внутренней торговли и потребительского рынка,
- посредством соответствующей структуры, входящей в его структуру, обеспечивать осуществление исследований по антидемпинговым, компенсационным и охранным мерам в порядке, установленном законом,
- осуществлять государственный контроль за рекламной (за исключением рекламы в открытом пространстве) деятельностью,
- посредством соответствующей структуры, входящей в его структуру, организовывать приобретение, сохранение государственных эталонов количественных единиц и передачу количественных единиц из государственных эталонов,
- посредством соответствующей структуры, входящей в его структуру, организовывать подготовку, прием, применение стандартов, услуги, связанные с применением стандартов,
- посредством соответствующей структуры, входящей в его структуру, организовывать соблюдение принципов и правил по аккредитации, осуществление аккредитации структур, оценивающих соответствие,
- осуществлять обязанности, исходящие из нормообразующей деятельности в соответствующей сфере,
- обеспечивать осуществление прав и свобод человека и гражданина в связи с направлениями деятельности и предотвращать их нарушение,
- обеспечивать применение научно-технических достижений в связи с направлениями деятельности, с учетом передовой международной практики,
- обеспечивать рациональное использование по назначению бюджетных средств, кредитов, грантов и других финансовых средств, выделенных в связи с направлениями деятельности,
- утверждать смету расходов целевых бюджетных и других средств структур, входящих в структуру Министерства, и его подотчетных структур, не входящих в его структуру, используемых ими для выполнения своих обязанностей, и осуществлять контроль за их использованием по назначению,
- предпринимать необходимые меры, а также меры безопасности в соответствии с направлениями деятельности для защиты государственной тайны и режима конфиденциальности, а также налоговой, коммерческой и банковской тайны в рамках направлений деятельности,
- обеспечивать информирование населения о своей деятельности, создание интернет-сайта, размещение на этом сайте подлежащей раскрытию общественной информации, которой оно обладает и список которой установлен законом и постоянное обновление этой информации,
- обеспечивать подготовку кадров по направлениям деятельности, а также предпринимать меры для подготовки и дополнительного образования специалистов,
- предпринимать меры в направлении совершенствования структуры и деятельности Министерства, увязывать деятельность структур, входящих в структуру Министерства, и его подотчетных структур, не входящих в его структуру, и осуществлять контроль за их деятельностью,
- организовывать проведение научных исследований в кругу направлений деятельности и обязанностей Министерства,
- обобщать предложения, поступающие от структур, входящих в структуру Министерства, и его подотчетных структур, не входящих в его структуру, по направлениям деятельности, и предпринимать закономерные меры,
- рассматривать обращения, поступающие в связи с деятельностью Министерства, в соответствии с законами Азербайджана «Об обращениях граждан», «Об административном исполнении» и «О получении информации», и предпринимать меры в порядке, установленном законом,
- организовывать ведение делопроизводственных и архивных работ в Министерстве,
- исполнять другие обязанности, установленные президентом Азербайджана.

## Министры
- Шахин Мустафаев (31 октября 2008 — 22 октября 2019)
- Микаил Джаббаров (22 октября 2019 — настр. вр.)

## В международных отчетах
В «Отчете о глобальной конкурентоспособности за 2017—2018 годы», обнародованном Всемирным экономическим форумом, экономика Азербайджана по конкурентоспособности поднялась на 2 позиции — на 35 место из 137 стран, а на пространстве СНГ с 2009 года занимает 1 место. По «Отчетам о глобальной конкурентоспособности» наша страна поднялась на 34 позиции — с 69 места из 117 экономик в 2005 году до 35 места из 137 экономик в 2017 году. Таким образом Азербайджан опережает ряд стран — участниц «G-20».
В «Отчете о глобальной конкурентоспособности на 2017—2018 годы» страны G-20 занимают, — Индонезия — 36 место, Россия — 38, Индия — 40, Италия — 43, Мексика — 51, Турция — 53, ЮАР — 61, Бразилия — 80 и Аргентина — 92 место. Согласно индексу глобальной конкурентоспособности, Азербайджан опережает своих географических соседей и имеет самую конкурентоспособную экономику в регионе.
В «Отчете о глобальной конкурентоспособности за 2018—2019 годы» Азербайджан отмечен как страна, достигшая самого высокого уровня социального равенства в мире. Азербайджан получил максимальные 100 баллов и поднялся на первое место в мире по уровню электроснабжения населения. Согласно отчету, Азербайджан занимает 31 место из 140 стран по рейтингу динамичности бизнеса..
В очередном отчете Doing Business 2019, опубликованном Всемирным банком и Международной финансовой корпорацией, Азербайджан включен в список 10 наиболее реформаторских стран мира и объявлен самой реформаторской страной в мире. В новом отчете Азербайджан занимает 25 место из 190 стран, поднявшись на 32 позиции по сравнению с 2017 годом, оставив позади многие страны мира и став лидером среди стран Содружества Независимых Государств. Согласно отчету, наша страна добилась значительных успехов, переместившись на 100 позиций по индикаторам «Получение разрешения на строительство» и «Получение кредитов». Наряду с этим, по показателю «Защита интересов мелких инвесторов» Азербайджан поднялся на второе место в мире, по показателю «Открытие бизнеса» попал в первую десятку (9-е место), а показателю «Уплата налогов» — поднялся с 35 на 28 место..